# Die schwarze Majestät
Die schwarze Majestät ist ein US-amerikanisches Drama des Regisseurs Mitchell Leisen nach dem italienischen Stück La Morte in Vacanza von Alberto Casella. Der Film kam am 30. März 1934 in den Vereinigten Staaten in die Kinos. Mit seiner Aufführung noch im selben Jahr in Österreich lief der Film auch erstmals im deutschen Sprachraum an. In deutschen Kinos wurde Die schwarze Majestät nicht gezeigt.

## Handlung
Nachdem er sich lange gefragt hat, warum er von den Menschen gefürchtet wird, entschließt sich der Tod, in menschlicher Form auf die Suche nach der Antwort zu gehen. Er verbringt als Prinz Sirki drei Tage als Gast Herzog Lamberts. Einige der weiblichen Gäste interessieren sich für ihn, scheuen aber letztlich vor ihm zurück. Nur Grazia verliebt sich in ihn, obwohl sie von seiner wahren Natur erfährt. 
Auch der Tod verliebt sich in Grazia. Als er davon erfährt, bittet ihn der Herzog, der auch der Vater von Grazias Verlobtem Corrado ist, sie aufzugeben und bei den Sterblichen zu belassen. Der Tod muss sich entscheiden, ob er seiner Liebe zu Grazia nachgibt oder verzichtet und sie unter den Lebenden belässt.

## Adaptionen
Auch ein auf dem Film basierendes Hörspiel wurde aufgenommen und kam am 22. März 1937 auf Cecil B. DeMilles Lux Radio Theatre zur Aufführung. Sprecher waren unter anderem Fredric March als Tod und seine Frau Florence Eldridge als Grazia. 1998 kam das Remake Rendezvous mit Joe Black mit Brad Pitt in der Hauptrolle in die Kinos.

## Rezeption
Die schwarze Majestät erhielt ein eher gutes Presseecho, was sich auch in den Auswertungen US-amerikanischer Aggregatoren widerspiegelt. So erfasst Rotten Tomatoes zwar größtenteils wohlwollende Besprechungen und ordnet den Film dementsprechend als „Frisch“ ein. Laut Metacritic fallen die Bewertungen im Mittel aber nur „Durchwachsen oder Durchschnittlich“ aus. 1934 erhielt Regisseur Mitchell Leisen auf den Filmfestspielen von Venedig die Besondere Anerkennung für Die schwarze Majestät.

## Belege und weiterführende Informationen
1. ↑  Lux Radio Theatre Episode List. Archiviert vom Original am 4. März 2008; abgerufen am 4. März 2008.
2. 1 2  Die schwarze Majestät. In: Rotten Tomatoes. Fandango, abgerufen am 27. Dezember 2024 (englisch, aggregiert aus 8 Kritiken).
3. 1 2  Die schwarze Majestät. In: Metacritic. Abgerufen am 27. Dezember 2024 (englisch, aggregiert aus 5 Kritiken).
4. ↑  Craig Butler: Kritik zu Die schwarze Majestät (Memento vom 31. März 2016 im Internet Archive) bei AllMovie (englisch)
5. ↑  Die schwarze Majestät – Awards. Internet Movie Database, abgerufen am 5. März 2022.